# SNK 히로인즈: 태그 팀 프렌지
《SNK 히로인즈: 태그 팀 프렌지》는 SNK가 제작한 2018년 대전 격투 게임이다. 《더 킹 오브 파이터즈 XIV》의 후일담을 다룬 《더 킹 오브 파이터즈》 시리즈의 외전으로, 닌텐도 스위치 및 플레이스테이션 4 기종으로 2018년 9월 처음 출시됐다.
한 플레이어가 두 명의 캐릭터를 골라 실시간 2대2 대전을 하는 태그 배틀 시스템이 특징으로, 초보자를 배려해 타 SNK 격투 게임에 비해 간단화된 조작이 특징이다.
2018년 10월 일본서 아케이드판이 가동 시작했으며, 2019년 2월에 마이크로소프트 윈도우 이식판이 발매됐다.

## 같이 보기
- 《SNK 걸즈 파이터즈》

## 참조
1. ↑  일본어: SNKヒロインズ 〜Tag Team Frenzy〜, 영어: SNK Heroines: Tag Team Frenzy